# Аросемена, Флоренсио Армодио
Флоре́нсио Армо́дио Аросеме́на Гилье́н (исп. Florencio Harmodio Arosemena Guillén, 17 сентября 1872, Панама, Колумбия — 30 августа 1945, Нью-Йорк, США) — панамский инженер и государственный деятель, президент Панамы (1928—1931).

## Биография
Принадлежал к влиятельной семье Аросемена, представители которой Пабло Аросемена и Хуан Аросемена становились 5-м и 23-м президентами Панамы.
В 11 лет был отправлен отцом в Германию, там в 1895 г. окончил инженеры факультет Гейдельбергского университета и начал трудовую деятельность по специальности. Работал в сфере железнодорожного строительства с правительством Германии, а также в Португалии, Турции. Был приглашен властями Кубы для строительства местной Центральной железной дороги. Позже перебрался в Эквадор, где участвовал в проектировании железной дороги из Гуаякиля в Кито. Затем вернулся в Панаму. Здесь он построил известные объекты: Национальный дворец, Национальный институт, Национальный театр Панамы, ратуша, мост через реку Санта-Мария и железнодорожную ветку из Пуэрто-Армуэльес в Консепсьон.
Политика не была его основным видом деятельности. Однако, неожиданно в октябре 1928 года был избран в качестве преемника Родольфо Чиари на пост президента Панамы. На этом посту уделял особое внимание развитию системы общественных работах и сокращению государственных расходов. В январе 1931 года был вынужден уйти в отставку вследствие глубокого общенационального финансового кризиса.
Владел семью языками (испанский, английский, немецкий, турецкий, французский, итальянский и португальский) и был отмечен государственными наградами нескольких государств Европы и Америки. Также был прижизненным другом выдающегося физика Альберта Эйнштейна.